# Flemming Johansen (atlet)
 For alternative betydninger, se Flemming Johansen. (Se også artikler, som begynder med Flemming Johansen)
Flemming Johansen (født 17. februar 1946) er en dansk atlet. Han er medlem af Hvidovre AM og deltager stadig i veteran stævner. I 1972 blev han med 5,04. den første dansker over 5 meter i stangspring.
Johansen startede med atletik i 1958, og dyrkede de første mange år badminton på højt niveau sideløbende med atletikken. Den danske badmintonlegende, Erland Kops, blev således tvunget ud i tre sæt ved 1.runde af DM.
Han har dyrket stangspring, siden han i 1961 som 15 årig sprang 3,00 og vandt sit første Danske Mesterskab i 1969 efter at have vundet to sølv og to bronzemedaljer, det ene i trespring, de foregående fire sæsoner. Han vandt DM-titlen fem år i træk og igen i 1976 for sidste gang. Sidste DM-medalje, en bronze kom i 1979, 14 år efter den første medalje. I alt blev det til 13 medaljer. Indendørs blev det til tre danske mesterskaber i 1972, 1973 og det sidste i 1979. I Danmarksturneringen, det danske holdmesterskab, blev det til en bronzemedalje 1979 som blev gentaget i 1980 og i 1982.
Johansen overtog den danske rekord i stangspring fra tikæmperen og træningskammeraten Steen Smidt-Jensen, da han i 1972 tre gange forbedrede rekorden, dog alle tre gange efter problemer med kontrolopmålingen. Første gang blev rekorden reduceret fra 4,95 til 4,94, mens den anden gang blev reduceret fra 5,00 til 4,99. Sidste gang gik det dog den gode vej, da 5,02 blev kontrolmålt til 5,04 og han blev dermed den første dansker over 5 meter i stangspring.
Johansen fik sin internationale mesterskabsdebut i franske Grenoble i 1972, hvor han i Palais de Sports fik en 8.plads med 4,80 meter. Året efter foregik mesterskabet i Rotterdam, og her blev det til 11.plads med 4,60 meter.
Johansen deltager stadig i veteran stævner. 2005 satte han verdensrekord for 59-årige med 3,90. Han blev verdensmester i stangspring på Veteran-VM 2005.

## Internationale mesterskaber
- 1973 EM-inde Stangspring inde 11. plads 4,60
- 1972 EM-inde Stangspring inde 8. plads 4,80

## Danske mesterskaber
- Bronze 1982 Danmarksturneringen
- Bronze 1980 Danmarksturneringen
- Bronze 1979 Stangspring 4,60
- Guld 1979 Stangspring inde 4,60
- Bronze 1979 Danmarksturneringen
- Sølv 1978 Stangspring 4,80
- Bronze 1977 Stangspring 4,60
- Guld 1976 Stangspring 4,60
- Guld 1974 Stangspring 4,80
- Guld 1973 Stangspring 4,90
- Guld 1973 Stangspring inde 4,80
- Guld 1972 Stangspring 4,90
- Guld 1972 Stangspring inde 4,80
- Guld 1971 Stangspring 4,70
- Guld 1970 Stangspring 4,80
- Guld 1969 Stangspring 4,60
- Sølv 1968 Stangspring 4,20
- Bronze 1967 Stangspring 4,30
- Sølv 1965 Stangspring 4,07
- Bronze 1964 Trespring 13,99

## Personlige rekord
- 100 meter: 10,8
- 200 meter: 22,5
- 400 meter: 51,5
- 110 meter hæk: 15,6
- Stangspring: 5,04 (1972)
- Længdespring: 6,98 1971
- Højdespring: 1,93
- Kuglestød: 12,37
- Diskoskast: 41,33
- Spydkast: 56,67
- Femkamp: 3430 point
- Tikamp: 7052 point